# Distichirhops megale
Distichirhops megale är en emblikaväxtart som beskrevs av Haegens. Distichirhops megale ingår i släktet Distichirhops och familjen emblikaväxter.
Artens utbredningsområde är Papua Nya Guinea. Inga underarter finns listade i Catalogue of Life.